# La Fédération
La Fédération est un mouvement fédéraliste français fondé en 1944 qui cherche à promouvoir un État décentralisé dans une France fédérale et une Europe des nations.
La Fédération a notamment :
- édité le livre Paris et le désert français de Jean-François Gravier ;
- inventé et développé les jumelages de communes en Europe ;
- promu le regroupement des élus locaux.

## Historique

### Fondation et fondateurs
La Fédération naît en octobre 1944 sous le nom de « Centre d’études institutionnelles pour l'organisation de la société française » ; elle est déclarée à la préfecture de police de Paris au mois d'octobre 1944. Ses fondateurs sont André Voisin, l'industriel Jacques Bassot, Max Richard, Jean Daujat, Jean Bareth et Jean-Maurice Martin, alors chargé de mission au ministère des prisonniers, déportés et réfugiés (1944-1945).
André Voisin, Max Richard, Jean Bareth et Jean-Maurice Martin sont au début des années 1930 de jeunes instituteurs formés à l’École normale d’Auteuil, nationalistes proches sinon membres de l'Action française, membres de l'Union corporative des instituteurs fondée en 1933, animée par Serge Jeanneret et issue du Cercle Fustel de Coulanges,. Max Richard est encore membre du comité de rédaction de L'École française, le périodique de l'UCI, en 1938. C'est aussi un ancien de la revue de la Jeune droite L'Insurgé à l'instar d'André Voisin.
Le politiste Antonin Cohen a montré que la Fédération est issue des milieux corporatistes ayant hérité des réflexions du catholicisme social, de la Jeune Droite catholique et maurrassienne des années 1930 et accueilli favorablement l'idéologie communautaire de la Révolution nationale au temps du régime de Vichy. André Voisin a milité au cercle La Tour du Pin, aux Métiers français et a dirigé le périodique La Justice sociale à la fin des années 1930. Jacques Bassot a été membre du conseil de surveillance de la société exploitant ce périodique en 1939, la société de la Presse corporative. Voisin a été le premier directeur de l'Office des comités sociaux fondé en 1941 tandis que Jacques Bassot, autre disciple de La Tour du Pin, a dirigé les services parisiens de cet Office. Bassot a été aussi le directeur du service d'information et de propagande de l'Institut d'études corporatives et sociales de Maurice Bouvier-Ajam. Sa thèse de doctorat, intitulée Travail et propriété, actualité révolutionnaire de La Tour du Pin, a été publiée en 1943 par cet Institut. André Voisin y a enseigné et dirigé son Collège d'études syndicales et corporatives. Jean Bareth et Jean Daujat ont aussi enseigné à l'IECS. Au lendemain de la guerre, ces hommes ont substitué un nouveau vocabulaire, fédéraliste, à l'ancien vocabulaire du corporatisme communautaire.
Le nom complet de l'association est « Le Mouvement fédéraliste français - La Fédération ». Elle devient l'une des nombreuses organisations fédéralistes françaises et plus largement européennes. Le mouvement a pour objet social : « promouvoir un mouvement d'opinion en faveur de l'intégration politique, économique et sociale des différents pays d'Europe par la décentralisation ».

### Essor
La circulaire interne du mouvement ne devient une véritable revue, Fédération, qu'en 1947, date de l'essor du mouvement. Une société à responsabilité limitée est constituée au début de l'année 1947 pour l'appuyer. Elle est appelée « Les études fédérales ». André Voisin est son gérant, et les autres associés sont Jacques Bassot, René Bazin de Jouy, Jean de Fabrègues, ancien de la jeune droite catholique, Marcel Felgines, Eugène Hervouet, Pierre Masquelier, Max Richard, et Luc Robert. Marcel Felgines est un ancien militant de l'Action française et c'est aussi un ancien militant corporatiste : il a aussi enseigné à l'Institut d'études corporatives et sociales, a participé en 1937 au congrès des Métiers français, comme André Voisin et au cercle La Tour du Pin, proche de l'AF, dans la première moitié des années 1930.
L'équipe rédactionnelle de la revue mensuelle Fédération, dirigée par Max Richard est alors constituée de Voisin, l'économiste catholique et corporatiste Louis Salleron (rédacteur en chef durant trois années jusqu'à son retrait en 1954), Robert Aron, Daniel-Rops, Daniel Halévy, Thierry Maulnier, Robert Favre, Claude Saint-Jean, éditorialiste au quotidien de droite L'Époque, le Belge Marcel De Corte selon Olivier Dard. D'autres les rejoignent ensuite comme Bertrand de Jouvenel en 1951. Selon le biographe de Daniel Halévy, ses membres sont, outre ce dernier, Voisin, Aron, Maulnier, Gabriel Marcel, Hyacinthe Dubreuil, Paul Sérant, Georges Vedel, Bertrand de Jouvenel, Maxime Leroy.
En 1948, La Fédération se donne un « comité directeur » composé de Jacques Bassot et André Voisin, avec René Bazin de Jouy, Lucien De Broucker, Jean de Fabrègues, Marcel Felgines, les députés Raymond Marcellin, qui a été le secrétaire général de l'Institut d'études corporatives et sociales, Robert Bichet et François Mitterrand, ainsi que Robert Aron, Alexandre Marc et Claude-Marcel Hytte,.
En avril 1951, la SARL « Les études fédérales » change de nom et devient la revue Fédération, au capital de 500 000 francs, apportés par André Voisin (240 000 francs), l'homme d'affaires Eugène Schueller - il a assisté à Paris en 1942 à l'inauguration des nouveaux cours de l'Institut d'études économiques et sociales - (100 000 francs), Jacques Bassot (70 000 francs), Daniel Halévy (50 000 francs), l'industriel du Nord Bertrand Motte, Louis Salleron, René Bazin de Jouy et son gérant Max Richard (10 000 francs chacun).
Parmi les collaborateurs plus ou mois réguliers de la revue Fédération, on relève aussi Claude-Joseph Gignoux, Jean-François Gravier, François Perroux, Louis Rougier, Gilbert Maire.
L'association bénéficie de l'appui financier du Conseil national du patronat français (CNPF) de Georges Villiers et celui de l'industriel grenoblois Jacques Bouchayer, issu du Parti républicain de la liberté ; il a été un temps trésorier de l'association.
Elle tient un congrès annuel à partir de 1948 ; des personnalités y discutent de thèmes fédéralistes,.
La Fédération s'est dotée d'un comité directeur, présidé par Jacques Bassot, d'un comité exécutif, présidé par André Voisin et d'un conseil national, présidé par le général Antoine Béthouart, à la fin des années 1950. Font partie de son comité national en 1954 : Jacques Chaban-Delmas, François Mitterrand, André Bettencourt, alors ministres ou secrétaires d'État, et des anciens ministres : Maurice Schumann, Roger Duchet, Léon Martinaud-Déplat, Pierre Schneiter, Raymond Marcellin, etc. D'autres personnalités comme Émile Roche, les syndicalistes Gaston Tessier et André Malterre, Alexis Thomas, président de l'Union nationale des combattants y figurent.

### Réseaux
Les dirigeants de la Fédération sont liés à d'autres associations, parfois issues de ses rangs, et occupent des fonctions dans d'autres organisations, ce qui permet d'accroître leurs réseaux et de diffuser leurs idées. 
Ainsi, André Voisin est à la fois le dirigeant de l'association et l'animateur du Mouvement national des élus locaux (MNEL), fondé en 1953, ce qui lui permet de tisser des liens avec les milieux politiques français. Les deux organisations tiennent d'ailleurs leur congrès en 1959 le même jour dans la même ville, à Beaune, dont le maire est le sénateur Roger Duchet, initiateur et secrétaire général du Centre national des indépendants et paysans (CNIP), membre de La Fédération et président-fondateur du MNEL,. Max Richard est membre du comité directeur du MNEL. 
Jean-Maurice Martin, démographe, est à la fois secrétaire général de la Fédération à la fin des années 1950, et secrétaire général puis vice-président à partir de 1962 de l'Union nationale des combattants (UNC). Il est aussi secrétaire général en 1968 du Mouvement national pour la décentralisation et la réforme régionale, dont Voisin est l'un des vice-présidents, conseiller technique à la délégation à l'information du Conseil national du patronat français (CNPF) à partir de 1968. 
Gilbert Gauer (1920-1983), délégué général de La Fédération, est un élu local membre du MNEL comme André Voisin : il est adjoint au maire de Meudon à partir de 1953 et maire de 1971 à sa mort, vice-président de l'Union internationale des maires, de l'Association française des communes d'Europe et du Mouvement national pour la décentralisation et la réforme régionale, secrétaire général de la Conférence nationale des comités régionaux d’étude pour la mise en valeur de la France, de sa fondation en 1952 à 1969, délégué général du Comité national des économies régionales. Politiquement, il est membre du comité directeur du Parti républicain de la liberté (PRL) à partir de 1946 puis membre du Centre national des indépendants et paysans (CNIP),,,,,. Il est aussi secrétaire général du Comité national des 39/45 (anciens combattants de la Seconde Guerre mondiale) de l'UNC. Lors du congrès de 1957 de cette fédération d'associations d'anciens combattants, Gauer, devant sa commission d'action civique, affirme qu'il faut construire l'Europe car c'est le seul moyen pour « se défendre contre le communisme et contre l'URSS subversive ». C'est au siège de l'UNC que Voisin, Gauer et Bassot, font connaitre leur avis positif sur le référendum constitutionnel français de 1958, aux côtés du président de cette association, Alexis Thomas et d'autres sympathisants ou membres de la Fédération comme Gabriel Marcel, Brigitte Luc, présidente de la Fédération nationale des femmes, le syndicaliste catholique André Malterre. L'UNC et la Fédération nationale des femmes sont liées à l'association à cette date,. André Voisin, Alexis Thomas de l'UNC, André Malterre et Brigitte Luc ont participé auparavant, en 1956, à une réunion de l'Union pour le salut et le renouveau de l'Algérie française (USRAF) de Jacques Soustelle. 
Jacques Bassot fonde des groupes qui rassemblent patrons et syndicalistes anticommunistes. Il préside aussi deux associations catholiques, l'Union départementale des associations familiales de la Seine et l’Association pour l’étude des questions religieuses, fondée en 1949 et qui s’est appelée par la suite Doctrine et vie ; elle appuie le Centre d’études religieuses de Jean Daujat, en publiant notamment son bulletin trimestriel. Bassot a été l’un des 6 élèves avec lesquels Daujat fonda son centre en 1925. Il a fondé et appuyé les éditions Le Portulan, qui publient des ouvrages sur le fédéralisme et le régionalisme, à commencer par le livre de Jean-François Gravier, Paris et le désert français. Il est le co-gérant de la Sarl dés éditions du Portulan puis son seul gérant en 1949. 
Bassot est aussi membre au début des années 1960 du comité de l’éphémère Association pour la meilleure sécurité sociale (APMSS), animée notamment par Claude Harmel et liée au Centre d'études politiques et civiques (CEPEC), également attaché au fédéralisme. Des dirigeants de La Fédération tels Max Richard et Jacques Bassot, des membres du comité de rédaction de Fédération (Hyacinthe Dubreuil, Bertrand de Jouvenel, Georges Vedel, Claude Harmel, Marcel de Corte, Paul Sérant, Gustave Thibon) et des collaborateurs plus ou moins réguliers de la revue (Serge Jeanneret, Jean-François Gravier, Louis Rougier, le syndicaliste Jacques Tessier, l'économiste allemand Wilhelm Röpke, Daniel Villey, etc.) ont participé aux dîners et aux débats du CEPEC dont Louis Salleron est l'un des fondateurs et animateurs. Son premier président, Alfred Pose, a publié dans Fédération en mai 1954 un article intitulé « Plaidoyer pour une réforme de la constitution » ; c’est la retranscription d’une conférence de Pose donnée au CEPEC le mois précédent. À partir des années 1960, La Fédération est proche d'une agence de presse destinée aux petits périodiques de province, l'Agence coopérative interrégionale de presse (ACIP), lancée en 1960 par le CEPEC. Jacques Jira (1928-2000), rédacteur en chef du XXe siècle fédéraliste, est le secrétaire de rédaction de l'ACIP puis son dirigeant jusqu'à sa mort. Serge Plenier, rédacteur en chef de la revue du Centre de Formation des élus locaux et rédacteur au XXe siècle fédéraliste, membre du comité directeur de La Fédération, en assure ensuite la rédaction en chef jusqu'à son décès en 2018.

### Années 1990 et 2000
Ce mouvement a eu plusieurs milliers d'adhérents à la fin des années 1940 et dans les années 1950 et a été appuyé par des journaux à cette époque. Il est désormais peu connu du grand public, ne cherchant plus à se mettre en avant des médias et préférant rester un catalyseur d'idées[réf. souhaitée].
Il est depuis 1990 sous la responsabilité de Joël Broquet, secrétaire général, et de son président Laurent Grégoire, par ailleurs fondateur de la section nationale française du Parlement européen des jeunes.

## Périodiques
La Fédération a lancé plusieurs périodiques, à partir de sa Circulaire intérieure de la Fédération (1944-1946). Ont suivi la revue mensuelle Fédération: revue de l'ordre vivant, de 1947 à 1956, le Bulletin fédéraliste (1948-1953), Le XXe siècle fédéraliste, à partir de 1954, bi-hebdomadaire, puis mensuel et enfin trimestriel, Les enjeux de l'Europe, revue diffusée aux décideurs politiques et économiques des pays d'Europe en trois langues à 10 000 exemplaires ; notamment Les enjeux technologiques de l'Europe, publié en 2007 et dont le sommaire annonçait notamment : Jacques Delors, Bernard Bosson (L'Europe doit rester maître de son destin !), Henry Plumb (Préserver l'idéal européen), Franz Josef Strauß (La force de l'Europe : sa matière grise), Pierre Aigrain (Le handicap des barrières nationales, Frédéric d'Allest, Yves Sillard, Henri Delauze, Jean Teillac, Jérôme Monod (Vers un « service » européen), Jacques Poly, Patrick Ricard, Philippe Lazar, Jean Gandois, Jean-Marie Caro (Pas d'unité européenne sans défense commune), Paul Graziani, Marcel Rudloff (Alsace, Bade-Wurtemberg et Bâle vers une région européenne modèle), Charles Béraudier, (Rhône-Alpes : l'atout-recherche), Jacques Servier, François Ceyrac, Étienne Davignon, Laurent Grégoire, président exécutif de la Fédération, Une solidarité de fait, Joël Broquet, secrétaire général de la Fédération, Les bons dossiers, etc.

## Objet
Le mouvement fédéraliste « La Fédération » s'inspire des idées du corporatisme catholique et communautaire, renouvelées avec un nouveau vocabulaire, et des thèses proudhoniennes en appliquant le principe fédéraliste à l’organisation de la société. C'est un catalyseur d’initiatives œuvrant pour la décentralisation, l’unification européenne et le développement des corps intermédiaires dans la société.
Le mouvement fédéraliste cherche à promouvoir le principe de subsidiarité qui devrait s’appliquer ainsi tant de façon verticale (la commune, le « pays », la région, la nation, l’Europe) que de façon horizontale (répartition des fonctions entre les corps intermédiaires de la société : institutions politiques, entreprises, syndicats, familles, associations, Églises, etc.).
Le principe de subsidiarité au sens européen est ainsi défini dans le Traité sur l'Union européenne, aussi appelé « Traité de Maastricht » : « La Communauté agit dans les limites des compétences qui lui sont conférées et des objectifs qui lui sont assignés par le présent traité. Dans les domaines qui ne relèvent pas de sa compétence exclusive, la Communauté n'intervient, conformément au principe de subsidiarité, que si et dans la mesure où les objectifs de l'action envisagée ne peuvent pas être réalisés de manière suffisante par les États membres et peuvent donc, en raison des dimensions ou des effets de l'action envisagée, être mieux réalisés au niveau communautaire. L'action de la Communauté n'excède pas ce qui est nécessaire pour atteindre les objectifs du présent traité ».

## Tendance politique
Ce mouvement dépasse les clivages politiques. En effet, au sein du comité directeur, siègent ou ont siégé par exemple Germaine Peyroles (MRP), Jacques de Maupeou (RPF), Henri Barré (SFIO), vice-présidents en 1949, François Mitterrand (jusqu'en 1956), Jacques Chaban-Delmas, Antoine Pinay, Roger Duchet, René Coty, Raymond Marcellin, Jean Lecanuet, Jean-Marie Daillet, Nicole Fontaine (à partir des années 1990), Maurice Schumann (président de La Fédération en région Nord). La Fédération est cependant anticommuniste. Dans le contexte de la guerre froide, certaines de ses initiatives en faveur de l’unité européenne marquent une volonté de défense de la civilisation chrétienne.
Le mouvement fédéraliste « La Fédération » est le seul mouvement qui adhère à la fois au Mouvement européen, depuis 1948, et à l'Union paneuropéenne internationale.

## Actions
Le mouvement fédéraliste « La Fédération » mène une action depuis 60 ans dans de nombreux secteurs, en faveur de l'intégration européenne et en faveur d'une France décentralisée.

### Pour la construction européenne
La Fédération a contribué à fonder des mouvements fédéralistes transnationaux comme en décembre 1946, dans ses locaux, l'Union européenne des fédéralistes (UEF) ou en 1950 le Conseil européen de vigilance (CEV), pour la constitution d’un gouvernement et d’un Parlement fédéraux, dans le contexte de la formation du Conseil de l'Europe l'année précédente : Voisin, Bertrand Motte, Claude-Marcel Hytte figurent parmi les délégués français du CEV aux côtés de Roger Duchet, Henri Frenay ou Germaine Peyroles,.
Des personnalités membres de l'association se sont cependant éloignées d'elle, comme Henri Frenay, président de l'UEF, qui rompt publiquement avec elle en 1953 lors d'une réunion à laquelle il l'était pas convié alors qu'il est membre de son comité directeur,, ou Alexandre Marc, estimant que Voisin est trop conciliant avec les hommes politiques et parce que Marc professe un fédéralisme maximaliste, d'où quelques controverses. La Fédération rompt avec l'UEF et l'Union française des fédéralistes (UFF) en 1953, non sans polémiques et rejoint le Centre d'action européenne fédéraliste (AEF), une organisation rivale fondée en 1956, regroupant, outre La Fédération, l’Europa-Union allemande, le Mouvement fédéraliste néerlandais, la Federal Union britannique et d’autres groupements fédéralistes en Belgique, au Luxembourg, au Danemark et en Italie,. L'UEF et l'AEF se rapprochent par la suite et s'unissent en 1972-1973 dans le Mouvement fédéraliste européen.
L'association agit pour la création des premiers jumelages européens, avec la fondation en 1951 du Conseil des communes d'Europe au siège du Centre européen de la culture de Denis de Rougemont, à Genève. Sa branche française est fondée la même année et animée par Jean Bareth, son secrétaire général, jusqu'à sa mort en 1969, par ailleurs maire-adjoint de Boulogne-Billancourt. Elle est présidée par des élus, le radical-socialiste Édouard Herriot puis le socialiste Gaston Defferre. Le rituel de jumelage conçu par les dirigeants de La Fédération est mis en œuvre pour la première fois à l’occasion du congrès de cette association à Troyes en novembre 1951,,.
La Fédération a favorisé des initiatives en faveur du rapprochement franco-allemand.
Elle a soutenu les initiatives gouvernementales comme la Communauté européenne de défense, même si des cadres de l'association y ont été hostiles et l'ont alors quittée, comme Louis Salleron en 1954, le Traité instituant la Communauté économique européenne en 1957, l'entrée du Royaume-Uni dans le Marché commun, même si Max Richard, directeur des études et délégué général de La Fédération, a émis des réserves sur le référendum sur l'élargissement des Communautés européennes de 1972. Elle a critiqué la politique gaullienne réservée à l'égard de la CEE, notamment sa politique de la chaise vide en 1965-1966. La Fédération rappelle alors ses convictions : « L'avenir de la France est lié à la solidarité de l'Occident, à la construction progressive d'une Europe unie, (…) les États-Unis d'Europe dotés d'un gouvernement fédéral, d'un Parlement composé d'une assemblée des peuples et d'une assemblée des États, et d'une Cour suprême de justice qui garantirait une charte de l'homme et des communautés ». Et appelle à la poursuite de la construction européenne.
Ces dernières années, « La Fédération » a notamment été un membre actif du Comité d’action pour l’Union européenne, issu du cercle Chateaubriand qu’elle avait fondé. Elle participe actuellement aux activités du Carrefour des acteurs sociaux et au développement du « Partenariat Eurafricain ».
La Fédération a co-organisé le 25 juin 2010 un colloque scientifique pour le 210e anniversaire de la Fête de la Fédération (14 juillet 1790), et organise des conférences-débats.

### Pour une France décentralisée, au profit des régions et des communes
La Fédération, hostile à la tradition jacobine et au centralisme parisien, soutient la publication de l’ouvrage Paris et le désert français de Jean-François Gravier, publié en 1947. Elle initie en 1950 la création des « Jeunes chambres économiques » (JCE), grâce à l'un des membres, Yvon Chotard. La première Jeune chambre, celle de Paris, a été créée dans les locaux même de La Fédération. De même, en 1950, la Fédération prend l'initiative d'organiser à Versailles les 24 et 25 juin, quelques mois avant la fondation à Genève du Conseil des Communes d'Europe, « les états-généraux des communes et départements de France ».
André Voisin fonde en 1953 avec Roger Duchet et anime, en tant que secrétaire général, le « Mouvement national des élus locaux »,. Max Richard est membre de son comité directeur. La Fédération favorise l’émergence de la notion de « pays » ainsi que la formation d'organismes promouvant le développement économique régional, comme le Comité d'étude et de liaison des intérêts bretons (CELIB) et les comités d'expansion, dans l'optique de l'aménagement du territoire afin de limiter la polarisation parisienne. La Fédération organise ainsi à Reims en février 1952, les « Journées nationales de la mise en valeur des régions de France » sous la présidence d’honneur du ministre de la Reconstruction et de l’Urbanisme, Eugène Claudius-Petit et est à l'origine la même année de la Conférence nationale des comités régionaux d’études pour la mise en valeur de la France. Plusieurs de ses dirigeants la président, tels Bertrand Motte (1955-1956) et Bertrand de Maud'huy (1957-1960),.
Des dirigeants et des membres de la Fédération comme le Breton Joseph Martray, dirigeant du CELIB, lancent en 1968 le Mouvement national pour la décentralisation et la réforme régionale.

## Pour approfondir